# 今井南町
今井南町（いまいみなみちょう）は、神奈川県川崎市中原区の地名。丁目のない単独行政地名。住居表示実施済区域。

## 地理
二ヶ領用水、渋川、東急東横線に囲まれた領域にある。北東側は小杉町3丁目、市ノ坪、北西側は今井仲町、西側は木月大町、南側は木月伊勢町、木月住吉町と接する。

### 地価
住宅地の地価は、2025年（令和7年）1月1日の公示地価によれば、今井南町20-6の地点で58万円/m²となっている。

## 歴史
今井は1559年（永禄2年）の『小田原衆所領役帳』に「稲毛庄木月郷今井やけへ方」とあり、新しく引いた井で水路のことを指す。
- 1940年（昭和15年）8月 耕地整理により今井から今井上町、今井仲町、今井西町、今井南町が分立する[7]。
- 2015年（平成27年）9月7日 住居表示を実施し、東急東横線線路用地の今井字巽耕地を編入し（これにより今井が消滅）、川崎市立東住吉小学校など東横線以東の区域を木月住吉町に編入する[8][9]。

## 世帯数と人口
2025年（令和7年）6月30日現在（川崎市発表）の世帯数と人口は以下の通りである。
| 町丁     | 世帯数    | 人口    |
| -------- | --------- | ------- |
| 今井南町 | 3,061世帯 | 4,969人 |

### 人口の変遷
国勢調査による人口の推移。
| 年                 | 人口  |
| ------------------ | ----- |
| 1995年（平成7年）  | 3,719 |
| 2000年（平成12年） | 4,140 |
| 2005年（平成17年） | 4,361 |
| 2010年（平成22年） | 4,506 |
| 2015年（平成27年） | 5,004 |
| 2020年（令和2年）  | 5,115 |

### 世帯数の変遷
国勢調査による世帯数の推移。
| 年                 | 世帯数 |
| ------------------ | ------ |
| 1995年（平成7年）  | 1,848  |
| 2000年（平成12年） | 2,156  |
| 2005年（平成17年） | 2,376  |
| 2010年（平成22年） | 2,627  |
| 2015年（平成27年） | 2,819  |
| 2020年（令和2年）  | 2,991  |

## 学区
市立小・中学校に通う場合、学区は以下の通りとなる（2022年3月時点）。
| 番地 | 小学校               | 中学校             |
| ---- | -------------------- | ------------------ |
| 全域 | 川崎市立東住吉小学校 | 川崎市立今井中学校 |

## 事業所
2021年（令和3年）現在の経済センサス調査による事業所数と従業員数は以下の通りである。
| 町丁     | 事業所数  | 従業員数 |
| -------- | --------- | -------- |
| 今井南町 | 132事業所 | 988人    |

### 事業者数の変遷
経済センサスによる事業所数の推移。
| 年                 | 事業者数 |
| ------------------ | -------- |
| 2016年（平成28年） | 129      |
| 2021年（令和3年）  | 132      |

### 従業員数の変遷
経済センサスによる従業員数の推移。
| 年                 | 従業員数 |
| ------------------ | -------- |
| 2016年（平成28年） | 954      |
| 2021年（令和3年）  | 988      |

## 交通

### 鉄道
東横線・目黒線が当地を通過するが、駅は現存しない。武蔵小杉駅・元住吉駅が最寄りとなる。

## 施設
- 大乗院
- カトリック中原教会

## 教育
- 東住吉幼稚園

## その他

### 日本郵便
- 郵便番号 : 211-0064[3]（集配局 : 中原郵便局[20]）

### 警察
町内の警察の管轄区域は以下の通りである。
| 番・番地等 | 警察署     | 交番・駐在所     |
| ---------- | ---------- | ---------------- |
| 全域       | 中原警察署 | 武蔵小杉駅前交番 |